# 469 v.Chr.
Het jaar 469 v.Chr. is een jaartal volgens de christelijke jaartelling.

## Gebeurtenissen

### Griekenland
- Naxos wordt een weerspannig lid van de Delisch-Attische Zeebond. De Atheense vloot legt een blokkade en dwingt het eiland een jaarlijkse schatting van 1000 talenten te betalen.
- Themistocles steekt na zijn verbanning in Athene de Egeïsche Zee over en vestigt zich in Magnesia aan de Ionische kust.

## Overleden
- Leotychidas II, koning van Sparta